# Conferencia Cristiana de la Paz
La Conferencia Cristiana de la Paz (en checo: Křesťanská mírová konference) fue una organización internacional con sede en Praga, capital de Checoslovaquia, fundada en 1958 por Josef Hromádka, un pastor que había pasado los años de la Segunda Guerra Mundial en los Estados Unidos, regresando a Checoslovaquia cuando terminó la guerra y Heinrich Vogel, teólogo evangélico. Hromádka fue miembro de la Mesa del Consejo Mundial de la Paz. "No era marxista", pero la Conferencia Cristiana de la Paz a menudo respaldaba las posiciones adoptadas por los gobiernos del bloque del Este. Se ha alegado que recibió 210.000 dólares de fuentes soviéticas.